# Carlos Atanes
Carlos Atanes (Barcelona,  8 de novembro de  1971), é um director de cinema, dramaturgo e escritor espanhol. É um dos cineastas independentes mais prolíficos e controvertidos de sua geração.

## Biografia
Em 1987, com quinze anos, começa a rodar  curta-metragems em vídeo de forma amadora. Em 1988 se matricula em Imagem e Som, e ao acabar seus estudos dirige O Meravellòs Món de l'Ocell Cúcù (1991), em 35 mm, considerado um dos melhores curta-metragens catalães dos anos 1990. Pouco depois realiza uma adaptação do famoso conto de Franz Kafka A Metamorfose(1993), e embarca-se no projecto de rodar seu primeiro longa-metragem, Tríptico, em 16 mm. Consegue rodar o filme, mas os resultados não lhe satisfazem e decide não montá-lo. A partir de então, durante alguns anos, dedica-se ao vídeo experimental, aos curta-metragens mais ou menos estrambóticos e ao género documental.
Em 2003 começa a rodar o Perdurabo, um longa-metragem sobre a vida do controvertido ocultista inglês Aleister Crowley. Consegue acabar a primeira parte do filme, de 40 minutos de duração, mas detém a produção até nova ordem para concentrar-se em FAQ: Frequently Asked Questions (2004), uma fantasia futurista de inspiração orwelliana que depois de sua apresentação internacional no festival de cinema fantástico de Buenos Aires; Rojo Sangre tem percorrido festivais de todo mundo e recebido tanto críticas positivas, quanto negativas. Produzida à margem de qualquer tipo de ajuda institucional, e financiada com o dinheiro do bolso de um punhado de entusiastas, FAQ é uma dos escassísimos longa-metragens espanhóis de ficção científica e provavelmente o único que pertence ao gênero da distopía. FAQ ganha o prêmio de Melhor Filme no International Panorama of Independent Filmmakers de Atenas, em outubro de 2005 e é nominado ao Prêmio Méliès de Prata de Cinema Fantástico Europeu em Fantasporto 2006.
Em 2007 estreou Proxima, seu segundo longa-metragem de ciência-ficção em Fantasporto e no Festival de Ciência-Ficção de Londres (Sci-Fi-London). Proxima, uma epopéia espacial protagonizada, entre outros, pelo mentalista Anthony Blake, é um filme mais ambicioso que FAQ. O festival de cinema fantástico de Tel Aviv o indica ao prêmio Icon e em 2008 a Associação Espanhola de Fantasia, Ciência Ficção e Terror o indica ao Prêmio Ignotus ao melhor filme de gênero fantástico de 2007. Em agosto de 2016, a revista Nature relatou a descoberta de Proxima Centauri b, um planeta em órbita em torno da estrela Proxima Centauri com características muito semelhantes ao do filme.
Em 2008 reuniu seus três curta-metragem mais bizarros e underground no Codex Atanicus, uma antologia que leva caminho de converter em um 'Filme cult'), a julgar pela reação entusiasta dos críticos independentes norte-americanos.
Além de seu trabalho como roteirista e dramaturgo, Carlos Atanes publicou diversos livros e ensaios sobre questões culturais, cinema e Magia do Caos.

## Filmografia
Filmes dirigidos por Carlos Atanes:
Longa-metragem
- 2024 - Alter Ego Film Project (fragmento Autofocus)
- 2012 - Gallino, the Chicken System
- 2010 - Maximum Shame
- 2007 - Proxima
- 2004 - FAQ: frequently asked questions
- 2003 - Perdurabo (Where is Aleister Crowley?)

Curta-metragem, documentário e outros
- 2017 - Romance bizarro
- 2008 - Scream Queen
- 2007 - Codex Atanicus (antologia)
- 2007 - Made in Proxima
- 1999 - Cyberspace Under Control
- 1999 - Welcome to Spain
- 1999 - Metaminds & Metabodies
- 1998 - The Seven Hills of Rome
- 1997 - Borneo
- 1996 - Morfing
- 1995 - Tríptico (longa-metragem inacabado)
- 1993 - The Metamorphosis of Franz Kafka, de Franz Kafka
- 1993 - El Tenor Mental
- 1992 - El Parc, de Botho Strauß
- 1991 - Els Peixos Argentats a la Peixera, de Joan Brossa
- 1991 - The Marvellous World of the Cucu Bird
- 1991 - Romanzio in il sècolo ventuno
- 1990 - Morir de calor
- 1990 - Le descente à l'enfer d'un poète
- 1989 - La Ira

## Peças de teatro
- Rey de Marte (Leitura dramatizada, Madrid, 2021)
- Báthory (Leitura dramatizada, Madrid, 2021)
- Antimateria (Tenerife, 2019)
- Amaya Galeote's La incapacidad de exprimirte (Madrid, 2018)
- La línea del horizonte (Madrid, 2018)
- Un genio olvidado (Un rato en la vida de Charles Howard Hinton) (Madrid, 2015)
- La quinta estación del p. Vivaldi (Madrid, 2014)
- Los ciclos atánicos (Madrid, 2014)
- El triunfo de la mediocridad (Madrid, 2013)
- Secretitos (Madrid, 2013)
- El hombre de la pistola de nata (Madrid, 2011)
- La cobra en la cesta de mimbre (Madrid, 2011)
- La cobra en la cesta de mimbre (L`Hospitalet de Llobregat e Barcelona, 2003)

### Peças de microteatro
¿Hasta cuándo estáis? (2019), A Praga y vámonos (2019), Chéjov bajo cero (2018), Sexo y tortilla (2017), Pasión mostrenca (2017), La abuela de Frankenstein (2016), Love is in the box (2016), Caminando por el valle inquietante (2015),  Santos varones (2015), El grifo de 5.000.000 euros (2014), El vello público (2014), Necrofilia fina (2013), Romance bizarro (2013), La lluvia (2012), La depredadora (2012)